# 武汉深之度
武漢深之度科技有限公司，又稱深度科技，於2011年成立，目前為中國Linux發行版深度操作系統（Deepin）的主要開發廠商。

## 历史
武汉深之度科技于2011年8月30日成立，注册资本200万元，2013年增至400万元，几乎由张磊、刘闻欢以其个人资金和公司资金供养；由于长期只有投入没有收入，有从事洗钱的嫌疑，还曾遭税务机关专门检查。
2014年接受中国大陆信息安全企业奇虎360及刘闻欢参与创立的绿盟科技投资，开始商业化运营。2015年7月成为Linux基金会会员。
2019以武汉深之度的团队为基础，由南京诚迈、中国电子、中兴等企业共同发起，成立统信软件技术有限公司，发行统一操作系统（UOS）。深度科技的商业官方网站自2019年7月起停止更新，表明公司独立运作终止。深度科技转为统信软件技术的子公司，专门负责深度操作系统（正式通稿中又称“统一操作系统社区版”）的发行和社区组织，2020年3月完成工商登记。刘闻欢转任统信总经理。

## 主要產品

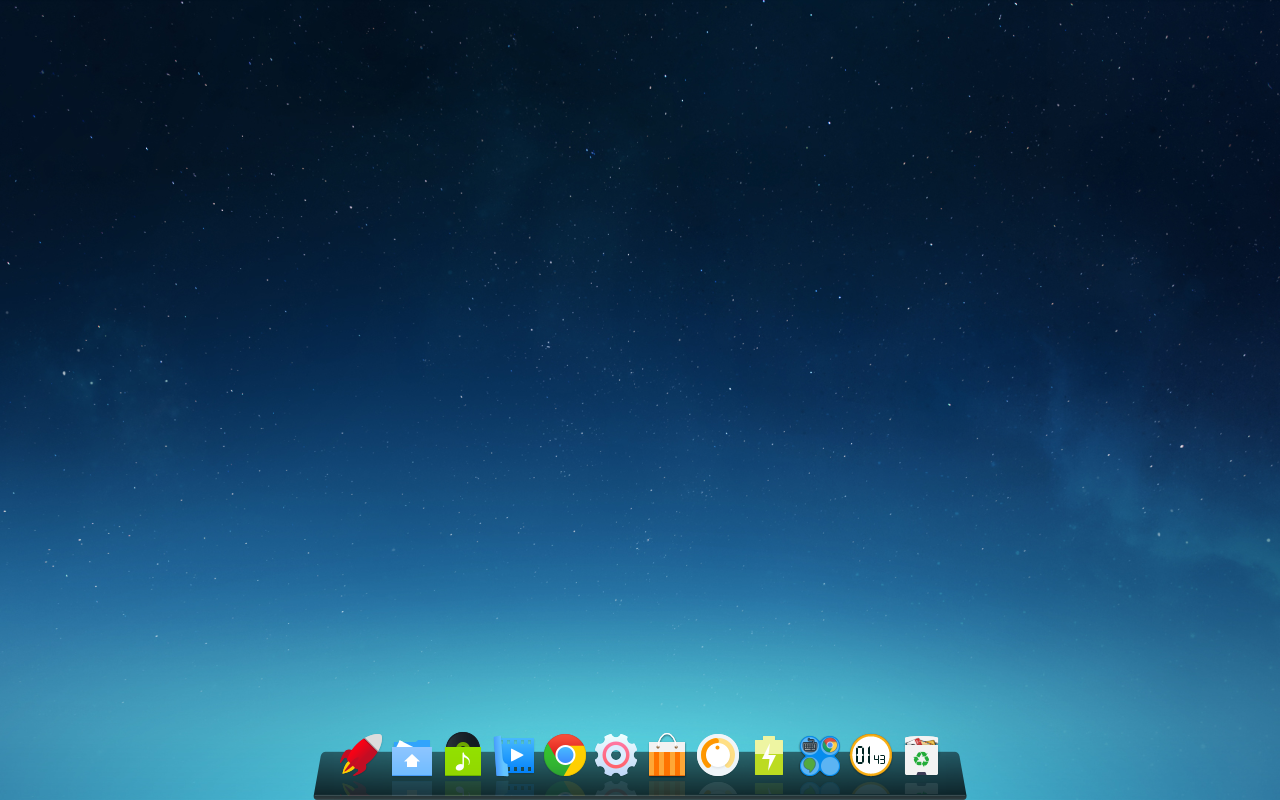

深度早期以制作Windows修改版而知名。2009年，深度由制作Windows修改版转型为开发Linux发行版Linux Deepin。

## 開發者與用戶大會
自從2011開版以來已經舉行五屆。

## 外部連結
- 官方网站 （页面存档备份，存于）